# Empoasca khurshidi
Empoasca khurshidi är en insektsart som beskrevs av M. Firoz Ahmed 1979. Empoasca khurshidi ingår i släktet Empoasca och familjen dvärgstritar.
Artens utbredningsområde är Uganda. Inga underarter finns listade i Catalogue of Life.